# Mimosa phyllodinea
Mimosa phyllodinea är en ärtväxtart som beskrevs av George Bentham. Mimosa phyllodinea ingår i släktet mimosor, och familjen ärtväxter. Inga underarter finns listade i Catalogue of Life.